# Conotrachelus ibis
Conotrachelus ibis – gatunek chrząszcza z rodziny ryjkowcowatych.

## Zasięg występowania
Ameryka Południowa, występuje w Boliwii, Brazylii, Gujanie oraz Gujanie Francuskiej.

## Budowa ciała
Ciało lekko wydłużone. Przednia krawędź pokryw nieznacznie szersza od przedplecza. Środek przedplecza oraz pokrywy (bez tylnej części) grubo punktowane.